# Sovětská okupační zóna Německa
Sovětská okupační zóna Německa byla jedním ze čtyř okupačních útvarů, v červenci 1945 vítěznými spojenci zřízených v poválečném Německu na základě výsledků Postupimské konference.

## Územní rozsah
Sovětská okupační zóna zahrnovala území dnešních německých spolkových zemí:
Braniborska, Durynska, Meklenburska-Předního Pomořanska, Saska, Saska-Anhaltska a malé části Dolního Saska (moderní obec Amt Neuhaus).
Na západě a severozápadě sousedila s britskou okupační zónou Německa, na jihozápadě a jihu s americkou okupační zónou Německa, na jihovýchodě s Československem na východě s Polskem, na severu s Baltským mořem; uvnitř se pak ještě nacházelo území Berlína (respektive Západní Berlín a Východní Berlín), které součástí této zóny nebylo.
Sovětská vojenská vláda ve své okupační zóně vytvořila správní jednotky (země) na území historických zemí a pruských provincií:
- Braniborsko (od 21. července 1947; 20. prosince 1946 – 20. července 1947 provincie)
- Durynsko (od 16. července 1945)
- Meklenbursko (od 9. července 1945)
- Sasko (od 4. července 1945)
- Sasko-Anhaltsko (od 21. července 1947; 23. července 1945 – 20. července 1947 provincie).

7. října 1949 je na území sovětské okupační zóny Německa a Východního Berlína vyhlášena Německá demokratická republika (NDR), jeden ze satelitů SSSR, přičemž až do 22. července 1952 se jednalo o federaci šesti zemí (5 výše uvedených zemí; šestou zemí byl Berlín, hlavní město NDR - Berlin, Hauptstadt der DDR). 23. července 1952 pak byly země zrušeny a NDR se stává centralistickým státem.